# Historia Regum
Historia Regum (en español: Historia de los reyes) es una compilación histórica atribuida a Simeón de Durham que reúne material que va desde la muerte de Beda hasta 1129. Sobrevive solo un manuscrito compilado en Yorkshire de mediados a finales del siglo XII, aunque los hechos que describe son anteriores. Es usada frecuentemente como fuente para la historia medieval inglesa y de Northumbria.

## Procedencia
El texto sobrevive en el manuscrito Cambridge, Corpus Christi College, MS 139, folios 51v-129v, escrito a finales del siglo XII. Aunque este manuscrito nombra como autor a Simeón en el íncipit y el éxplicit, los historiadores modernos cuestionan la autoría de Simeón o consideran que es espuria. Además de no ser una obra histórica original, algunas evidencias hacen que sea altamente improbable que la Historia Regum fuera escrita por el mismo autor del Libellus de Exordio, y este último es considerado de la autoría Simeón.